# Studena, Haskovo
Studena (în bulgară Студена) este un sat în comuna Svilengrad, regiunea Haskovo,  Bulgaria. 

## Demografie
Componența etnică a satului Studena
     Bulgari (90,66%)
     Romi (7,89%)
     Nicio identificare (1,43%)
     Altele (0%)
La recensământul din 2011, populația satului Studena era de 557 locuitori. Din punct de vedere etnic, majoritatea locuitorilor (90,66%) erau bulgari, cu o minoritate de romi (7,89%). Pentru 1,43% din locuitori nu este cunoscută apartenența etnică.